# جامعة بومبيو فابرا
جامعة بومبيو فابرا هي جامعة عامة إسبانية مرموقة في برشلونة أنشأت عام 1990 وسميت على اسم عالم اللغويات بومبيو فابرا. تم ترشيح الجامعة في عام 2010 «بجائزة التميّز الدولي» من قبل وزارة التعليم الإسبانية.
صُنِّفَت الجامعة مؤخراً كجامعة إسبانية عليا من قبل ملحق التعليم العالي في لندن، بالإضافة إلى حضورها القوي ضمن التصنيف العلمي لأفضل 200 جامعة في برامج التصنيف الدولية باعتبارها تقوم على نموذج جامعات الأبحاث الأمريكية من حيت القوة التعليمية، شروط القبول والبحث العلمي رغم حداثها. تعتبر الجامعة واحدة من أسرع سبع جامعات في العالم كما احتلت جنبا إلى جنب مع جامعة برشلونة المستقلة تصنيف أفضل 150 جامعة في العالم حيت حصلتا وفقا للتصنيف الأكاديمي لجامعة تايمز للتعليم العالي سنة 2016/2017 (على المركز 140 و 147 على التوالي).
فيما أدت جودة تدريسها لمجال الاقتصاد إلى تصنيفها من بين أفضل 50 جامعة على مستوى العالم، كما حلت جودة مجالي الاقتصاد والاقتصاد القياسي في المرتبة 23 في تصنيف الجامعات العالمي QS والمرتبة 40 لجودة مجالي الأعمال والاقتصاد في تصنيف مجلة تايمز للتعليم العالي.
تعد كلية الاقتصاد وعلوم الأعمال في الجامعة الكلية الأولى والوحيدة في إسبانيا التي تمنح شهادة الجودة في التدويل التي يمنحها كونسورتيوم من 14 وكالة اعتماد أوروبية.
منذ عام 2009 احتلت الجامعة المرتبة الأولى في التصنيف الوطني للإنتاجية العلمية.